# Bacalhau

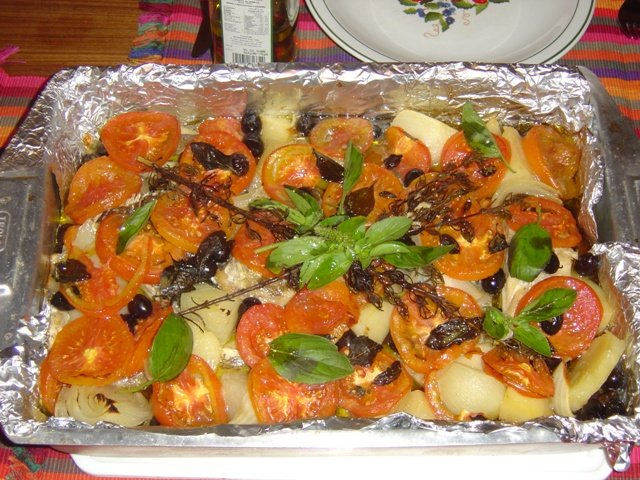
En bacalhaurätt

Bacalhau (portugisiskt uttal: [bɐkɐˈʎaw]) är en maträtt gjord på kabeljo, det vill säga saltad, torkad torsk. Den ses ibland som Portugals nationalrätt.
Rätten sägs kunna tillagas på lika många sätt som det finns dagar på året. Bacalhau är även det portugisiska namnet på torsk.

## Vanliga recept
- Bacalhau à Brás – kokt, sedan stekt med lök, oliver, tändstickspotatis och ägg
- Bacalhau à Gomes de Sá – koka med potatis och ägg, dela fisken i småbitar, skiva potatisen och äggen, varva med stekt lök i en ugnsform, dekorera med persilja och oliver och värm i ugn
- Bacalhau assado com batatas a murro – stek bacalhau, färskpotatis och små lökar med skal i ugnen. när det är klart delar du fisken i småbitar, tryck till potatisen så att skalet spricker, skala löken och dela på mitten. Blanda allt, krydda med hackad vitlök, svartpeppar och olivolja, blanda allt väl.